# Dubh Artach
Dubh Artach, veraltet auch Dhuheartach oder Dhu Heartach, ist eine kleine schottische Felsinsel. Sie ist ein Teil der Inselgruppe der Inneren Hebriden und gehört administrativ zur Council Area Argyll and Bute. Dubh Heartach liegt etwa 26 km südwestlich der Südwestspitze von Mull und westlich der Westküste Colonsays. Der Nordwesten Islays liegt 32 km südöstlich und die Südspitze Tirees 37 km nordwestlich. Die Insel ist umgeben von mehreren kleineren Felsinseln, die teils nur bei Niedrigwasser auftauchen. Sie misst etwa 70 m × 40 m und besteht aus Basalt. Der höchste Punkt liegt etwa 11 m über dem Meeresspiegel.
Die Namensherkunft ist nicht final geklärt. In alten Aufzeichnungen findet sich die Schreibweise „A’Dubh-Iar-stac“ (Der schwarze Fels des Westens). Man neigt jedoch heute eher dazu den Namen von „An uibh-hirteach“ abzuleiten. Ähnlich wie bei Hirta, der Hauptinsel von St. Kilda, ist darin das gälische Wort „Irt“ für „Tod“ enthalten. Dubh Artach könnte somit mit „Der schwarze Tödliche“ übersetzt werden.

## Dubh-Artach-Leuchtturm
Auf Grund der zahlreichen Schiffsunglücke im späteren Bereich des Dhub Artach Lighthouse wurde der Bedarf nach einer Schließung der Leuchtturm-Kette in diesem Bereich geäußert. Nachdem in der betreffenden Meeresregion alleine während eines Sturms vom 30. zum 31. Dezember 1865 insgesamt 24 Schiffe verloren gingen, wurde der Bau eines Leuchtturms beschlossen. Als Ingenieure fungierten die berühmten Leuchtturmbauer Thomas Stevenson und David Stevenson, die schon beim Bau des Skerryvore-Leuchtturms Erfahrungen mit dem Leuchtturmbau auf kleinen Felsinseln gesammelt hatten. Nach fünfjähriger Bauzeit unter widrigen Bedingungen wurde der Leuchtturm auf der kleinen Felsinsel schließlich 1872 fertiggestellt. Die Baukosten betrugen rund 84.000 £. Seit 1971 ist der Dubh-Artach-Leuchtturm automatisiert und wurde im selben Jahr in die schottischen Denkmallisten in die höchste Kategorie A aufgenommen.